# Ringo (album)
Pour les articles homonymes, voir Ringo.
Albums de Ringo Starr
Beaucoups of Blues
(1970) Goodnight Vienna
(1974)
Ringo est le troisième album studio solo de Ringo Starr, enregistré et paru en 1973. Il s'agit de son premier album de rock classique, après Sentimental Journey composé de reprises de chansons des années 1920 à 1950 et Beaucoups of Blues constitué de musique country. Il suit également le grand succès du 45-tours It Don't Come Easy qui a mené le batteur au sommet des ventes.
Pour cet album, Ringo réunit en quelque sorte les Beatles, bien qu'ils ne jouent jamais vraiment tous ensemble sur une même chanson. Chacun de ses ex-collègues lui compose un titre sur lequel il joue : George Harrison lui en donne même deux, You and Me (Babe) (coécrite avec Mal Evans) et Sunshine Life for Me (Sail Away Raymond), il a aussi composé la musique de la chanson Photograph avec Ringo qui a écrit les paroles, Paul McCartney lui offre Six O'Clock sur laquelle il est présent avec sa femme Linda et, enfin, John Lennon lui écrit I'm the Greatest. Sur cette dernière, on entend Lennon, Harrison et Starr, accompagnés de Billy Preston, collaborant en studio pour la première fois depuis la séparation du groupe.
Ringo Starr s'entoure d'autres musiciens, notamment Marc Bolan, Klaus Voormann, Harry Nilsson, Jim Keltner, James Booker et des membres du groupe The Band. Les enregistrements se sont déroulés entre mars et juillet 1973, principalement à Los Angeles.
À sa sortie, l'album connaît un grand succès, atteignant la 7e place au Royaume-Uni et la 2e aux États-Unis. C'est également un grand succès critique, généralement considéré comme le sommet de la carrière de Ringo Starr. Les singles extraits de l'album (Photograph, You're Sixteen et Oh My My) ont tous trois connus de bonnes performances dans les classements (deux numéros 1 américains) et sont devenus des titres obligés lors des prestations du All-Starr Band. L'illustration de la pochette rappelle celle de l'album des Beatles, Sgt. Pepper's Lonely Hearts Club Band, mais cette fois on y voit tous réunis les musiciens jouant sur l'album.
Sur la réédition en CD de 1991, trois bonus ont été ajoutés : It Don't Come Easy, Early 1970, et Down and Out.

## Liste des chansons
1. I'm the Greatest (John Lennon) – 3:21
2. Have You Seen My Baby (Randy Newman) – 3:44
3. Photograph (George Harrison/Richard Starkey) – 3:56
4. Sunshine Life For Me (Sail Away Raymond) (George Harrison) – 2:45
5. You're Sixteen (Bob Sherman/Dick Sherman) – 2:48
6. Oh My My (Vini Poncia/Richard Starkey) – 4:16
7. Step Lightly (Richard Starkey) – 3:15
8. Six O'Clock (Paul McCartney) – 4:06
9. Devil Woman (Vini Poncia/Richard Starkey) – 3:50
10. You and Me (Babe) (George Harrison/Mal Evans) – 4:59

Bonus de la réédition CD de 1991 :
1. It Don't Come Easy (Richard Starkey) - 3:02
  - Originallement paru en single en 1971.

Ringo : chant, batterie - George Harrison : guitares rythmique et solo - Stephen Stills : guitare rythmique - Gary Wright : piano - Klaus Voormann : basse - Tom Cattermole : saxophone, trompette - Pete Ham, Tom Evans : chœurs
2. Early 1970 (Richard Starkey) - 2:20
  - Face B du single It Don't Come Easy.

Ringo : chant, batterie, guitare acoustique, dobro, contrebasse, piano, - George Harrison : guitare électrique, guitare slide, chœurs - Klaus Voormann : basse
3. Down and Out (Richard Starkey) - 3:04
  - Face B du single Photograph paru en 1973.

Ringo : chant, batterie - George Harrison : guitare rythmique - Gary Wright : piano - Klaus Voormann : basse - cuivres : non crédités

## Fiche technique

### Interprètes
- Ringo Starr – chant, batterie, percussions (4)
- George Harrison – guitare électrique (1, 4, 10), guitare acoustique (3), choeurs (3, 4)
- Vini Poncia – guitare acoustique (3, 10), guitare électrique (5), choeurs (4, 6), percussions (8)
- Jimmy Calvert – guitare acoustique (3, 7), guitare électrique (5, 6, 9)
- Robbie Robertson – guitare électrique (4)
- Steve Cropper – guitare électrique (7)
- Marc Bolan – guitares (2)
- Klaus Voormann – basse
- Paul McCartney – solo vocal "kazoo" (5), piano (8), synthétiseur (8), arrangements pour flûte et cordes (8), choeurs (8)
- John Lennon – piano (1), choeurs (1)
- Billy Preston – orgue (1, 6), piano (6)
- James Booker – piano (2)
- Nicky Hopkins – piano (3, 5, 10)
- Tom Hensley – piano (9)
- Garth Hudson – accordéon (4)
- Jim Keltner – batterie (2, 3, 5, 6, 9)
- Milt Holland – percussions (2, 9), marimba (10)
- Lon & Derrek Van Eaton – percussions (3)
- Tom Scott – cuivres et arrangements (2, 6, 7, 9, 10)
- Chuck Findley – cornes (9)
- Bobby Keys – saxophone (3)
- Levon Helm – mandoline (4)
- Rick Danko – violon (4)
- David Bromberg – banjo (4), violon (4)
- Harry Nilsson – choeurs (5)
- Martha Reeves – choeurs (6)
- Merry Clayton – choeurs (6)
- Linda McCartney – choeurs (8)
- Richard Perry – choeurs (9)